# Josip Bilinovac
Josip Bilinovac (Mostar, 30 dicembre 1990) è un cestista croato.

## Palmarès
- Campionato croato: 1

Cibona Zagabria: 2018-19